# Władcy Paros
Władcy Paros – feudalni władcy państwa na wyspie Paros istniejącego w latach w 1389-1537. 
Paros to wyspa na terenie archipelagu Cyklad na centralnym Morzu Egejskim. W 1389 wyodrębniła się z Księstwa Naksos. Powstało tam państwo będące lennem księstwa Naksos. Było rządzone kolejno przez dynastie: Sommaripa i Venier. W 1537 roku wyspa została podbita przez Turków Osmańskich i zlikwidowana jako osobny byt polityczny. 

## Władcy Paros
- Maria Sanudo 1389-1426
- Gaspare Sommaripa 1390-1402 (mąż Marii)
- Crusino I Sommaripa 1426-1462 (syn Marii Sanudo i Gaspare Sommaripa)
- Nicolò I Sommaripa 1462-1505 (syn Crusino I)
- Fiorenza Sommaripa 1517-1518 (córka Nicolò I)
- Nicolò Venier 1518-1530 (syn Fiorenzy)
- Cecylia Venier 1531-1537 (córka Fiorenzy)